# 速水和彥
速水和彥（日语：／ Hayami Kazuhiko */?，1889年12月19日—1949年8月12日），日本北海道人，鐵道工程師、臺北機廠設計者，亦為臺灣體育協會野球部幹事:325。

## 生平
速水和彥在1889年12月19日出生於北海道廳釧路郡真砂町（今北海道釧路市），原籍東京市芝區三田豐岡町（今東京都港區三田）:227。8歲時隨父速水經憲來臺:21，就讀於臺灣總督府國語學校（今臺北教育大學）；後返日入讀滋賀縣立膳所中學校（今滋賀縣立膳所高等學校）、第三高等學校，1907年曾受臺灣總督府國語學校校長田中敬一之邀，來臺擔任該校棒球隊教練:24。1913年7月自京都帝國大學理工科機械學科畢業:317，畢業後赴內外綿株式會社（今新內外綿株式會社）上海支店工作，1914年8月退社，翌年轉入臺灣總督府鐵道部營業課任職，1916年9月擔任鐵道部技手，1917年10月擔任汽車課運轉掛長，次年3月擔任鐵道部技師:317:323:227-228。1919年5月擔任汽車課設計掛長，9月19日赴神戶、名古屋、東京、仙臺等地出差，1923年9月前往神戶及名古屋視察，11月7日自橫濱出發，至歐美各國考察:228-229:60:30:30。
1924年12月擔任臺灣總督府交通局技師，1925年10月擔任臺灣總督府中央研究所技師，1927年9月任鐵道部工作課長及臺北鐵道工場（今臺北機廠）長:317-318:229，總管全臺機關庫之業務及運轉、維修，後開始設計從北門一帶遷建至興雅（今臺北市信義區）:6:14-15的臺北鐵道工場。鐵道工場在1931年8月動工興建，1935年10完工，耗資475萬日圓，有「東洋第一」之稱。速水和彥對技術養成的要求非常嚴格，故機關庫經常舉辦研究會議、課程，希望能夠精進員工技術。機關庫亦會舉行「競技會」，曾辦過「聯合機關庫操縱競技會」、「燃料節約競技會」及「無事故競賽」等競技比賽，速水時常擔任裁判。1931年12月擔任鐵道部運轉課長:318，1937年2月任臺灣防衛委員會委員:500，翌年12月任臨時勞務部幹事:1042。1943年與東春一、住吉敏明在臺北帝國大學工學部（今臺灣大學工學院）教授機械工學:96。
戰後速水和彥留在臺灣大學工學院擔任教授，1949年8月12日搭乘商船日本丸返日途中病逝，後舉行海葬，享年59歲。

## 銅像

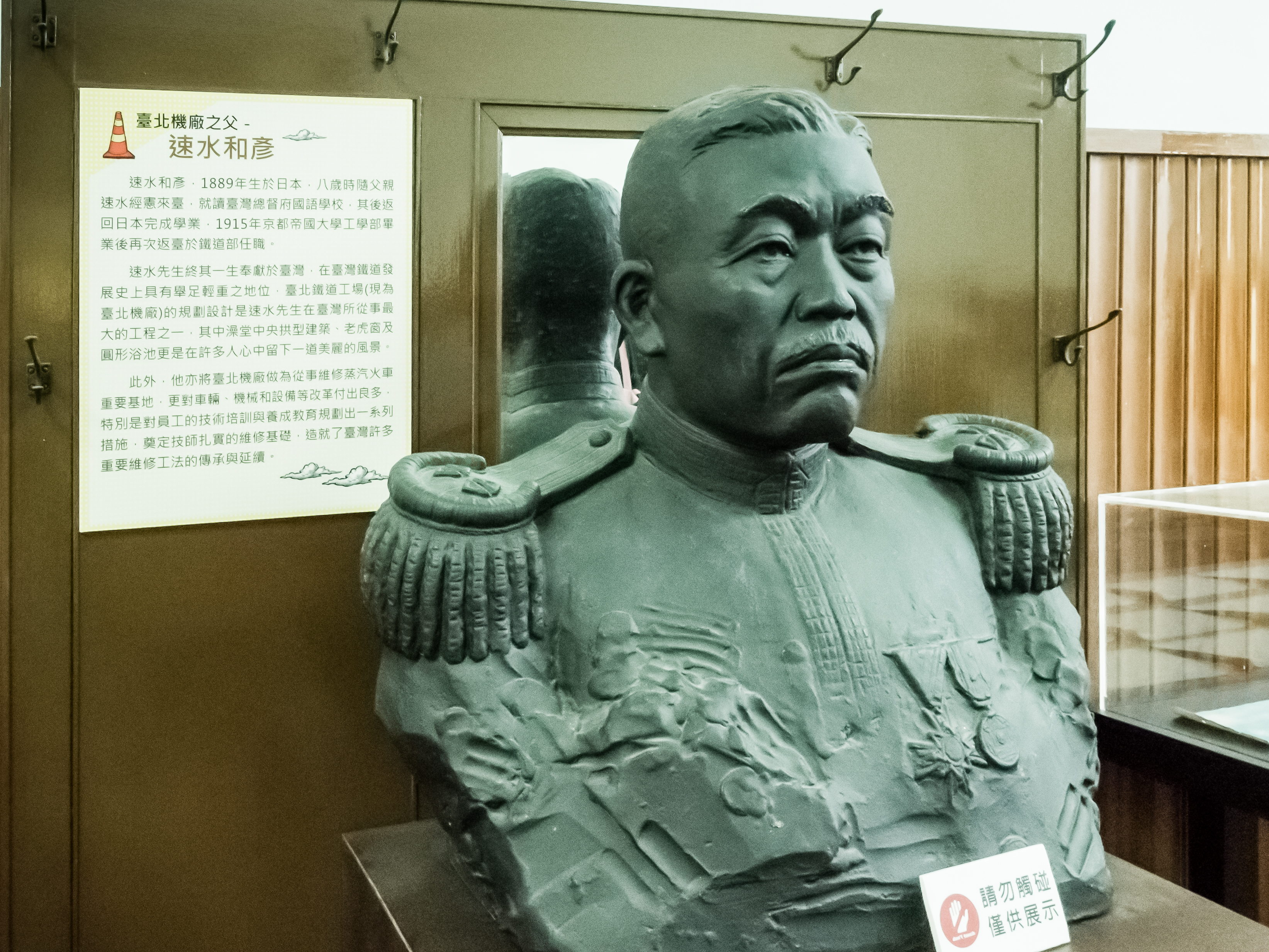
速水和彥銅像

速水和彥之銅像於1936年4月揭幕:65，原放置於臺北鐵道工場工場事務所（戰後改稱臺北機廠總辦公室）前庭，戰後因政治因素被遷移，曾差點成為鎔鑄工場的原料:21。後銅像被搬往文物室放置:21，機廠搬遷後移至富岡車輛基地，現僅存基座。